# Svartbandad gulstekelfluga
Svartbandad gulstekelfluga (Dalmannia marginata) är en tvåvingeart som först beskrevs av Johann Wilhelm Meigen 1824.  Svartbandad gulstekelfluga ingår i släktet Dalmannia och familjen stekelflugor. Arten har ej påträffats i Sverige. Inga underarter finns listade i Catalogue of Life.